# Kanał Marksobski
Kanał Marksobski – wąski kanał w Polsce położony w województwie warmińsko-mazurskim, w powiecie szczycieńskim, w gminie Szczytno. 
Kanał został zbudowany jeszcze w czasach niemieckich. Łączy jeziora: Marksewo i Wałpusz, a także odwadnia tereny położone między jeziorami. W praktyce zatem nie jest pojedynczym kanałem, ale oprócz głównego cieku składa się na niego także wiele innych kanałów. Łącznie z jednym i drugim jeziorem kanał łączy się wieloma ciekami wodnymi. Główna część kanału łączy się z Marksewem z zachodniej strony w okolicy połowy długości, a z Wałpuszem w północnej części wschodniej zatoki. Jeziora mają różny poziom lustra wody, na kanale są zastawki (jazy). Obecnie kanał stracił na znaczeniu, zarasta i wypłyca się, jednak wciąż istnieje i widnieje na mapach jako jedyny nazwany kanał regionu.